# كوسيإي أوكازا
كوسيإي أوكازا (باليابانية: 岡澤 昂星) (مواليد 22 أكتوبر 2003) هو لاعب كرة قدم ياباني.

## وصلات خارجية
- كوسيإي أوكازا على موقع رابطة كرة القدم اليابانية للمحترفين (اليابانية)
- كوسيإي أوكازا على موقع إي إس بي إن إف سي (الإنجليزية)
- كوسيإي أوكازا على موقع قاعدة بيانات كرة القدم.إي يو (الإنجليزية)
- كوسيإي أوكازا على موقع Soccerbase.com (لاعب) (الإنجليزية)
- كوسيإي أوكازا على موقع Soccerway.com (الإنجليزية)
- كوسيإي أوكازا على موقع عالم كرة القدم.نت (الإنجليزية)